# Rio Mira (Atlantischer Ozean)
Der Rio Mira ist ein Fluss im Alentejo/Portugal. Er entspringt in der Serra do Caldeirão 470 m über dem Meer und mündet bei Vila Nova de Milfontes in den Atlantik. Der 145 km lange Mira fließt ebenso wie der benachbarte Fluss Rio Sado von Süden nach Norden. 
Zuflüsse des Rio Mira sind u. a. Ribeira do Torgal und die Flüsse Luzianes und Perna Seca auf der rechten Seite sowie die Flüsse Macheira, Guilherme und Telhares auf der linken Seite. 

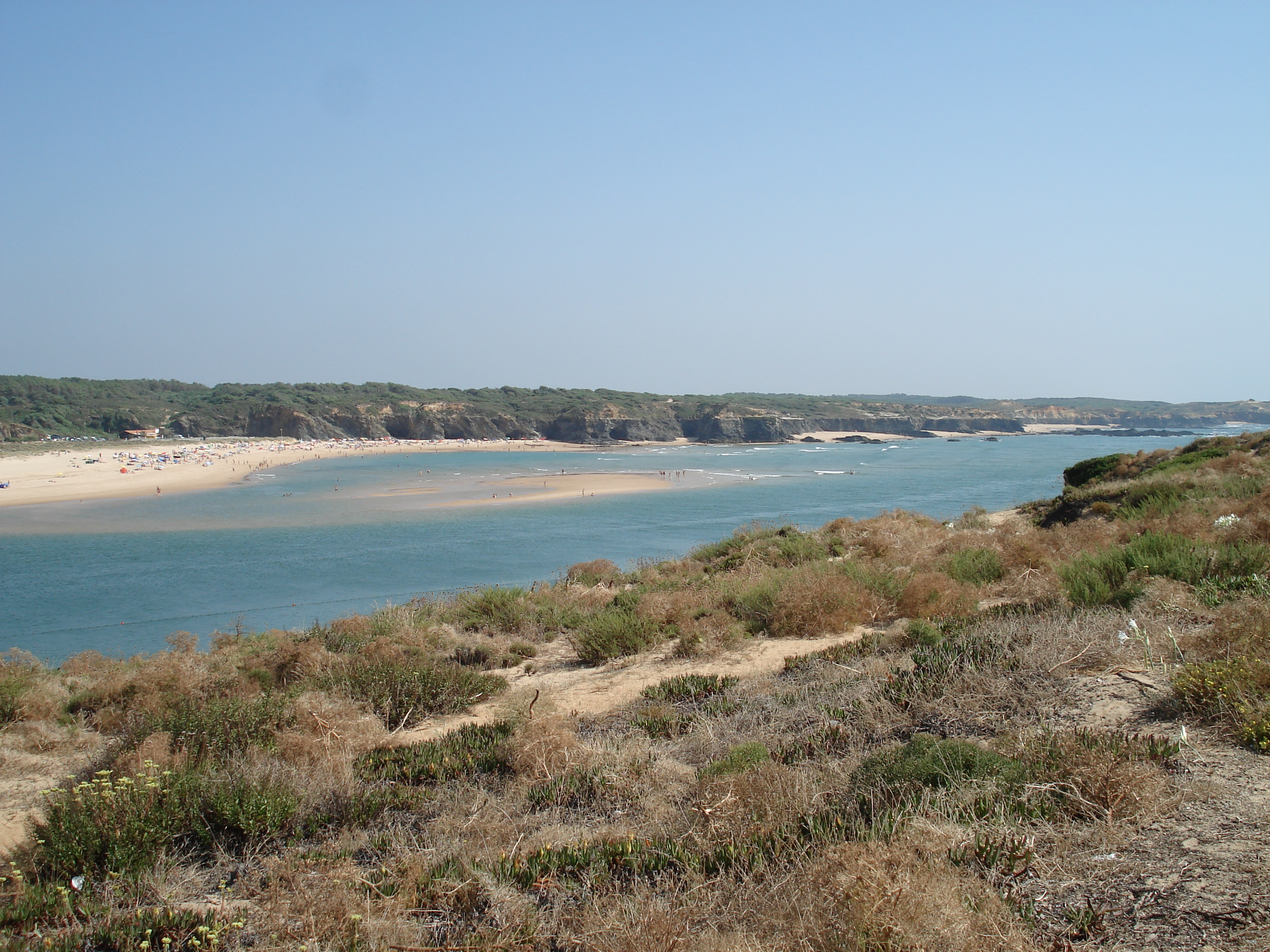
Rio Mira bei Vila Nova de Milfontes

Das Tal des Rio Mira zwischen dem Ort Odemira und der Mündung bei Vila Nova de Milfontes ist Teil des Nationalparks Parque Natural do Sudoeste Alentejano e Costa Vicentina.
Ca. 10 km flussaufwärts von Odemira befindet sich die Talsperre Santa Clara. 
Aufgrund der intensiven Landwirtschaft in der Region trocknen der Unterlauf der Rio Mira und die daran angrenzenden Biotope des Nationalparks aus.